# Астрологія

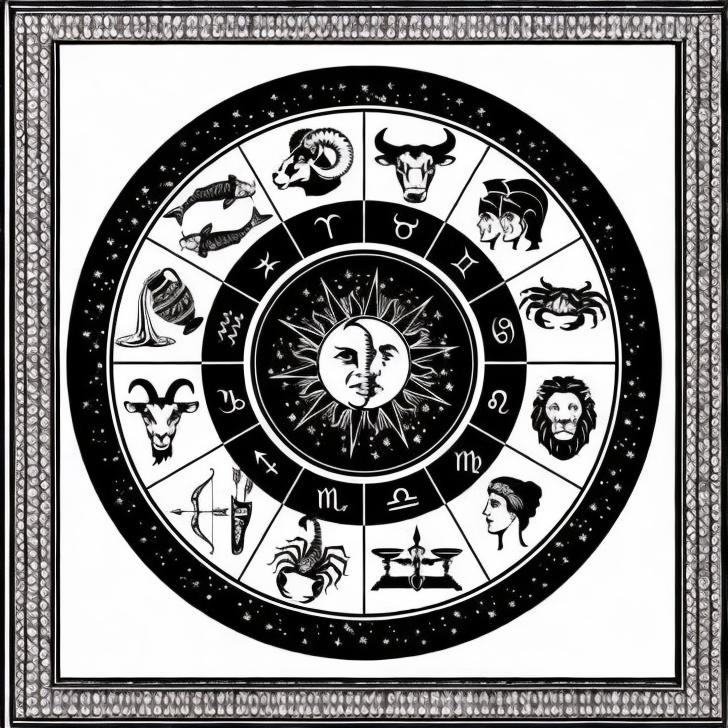
Астрологія

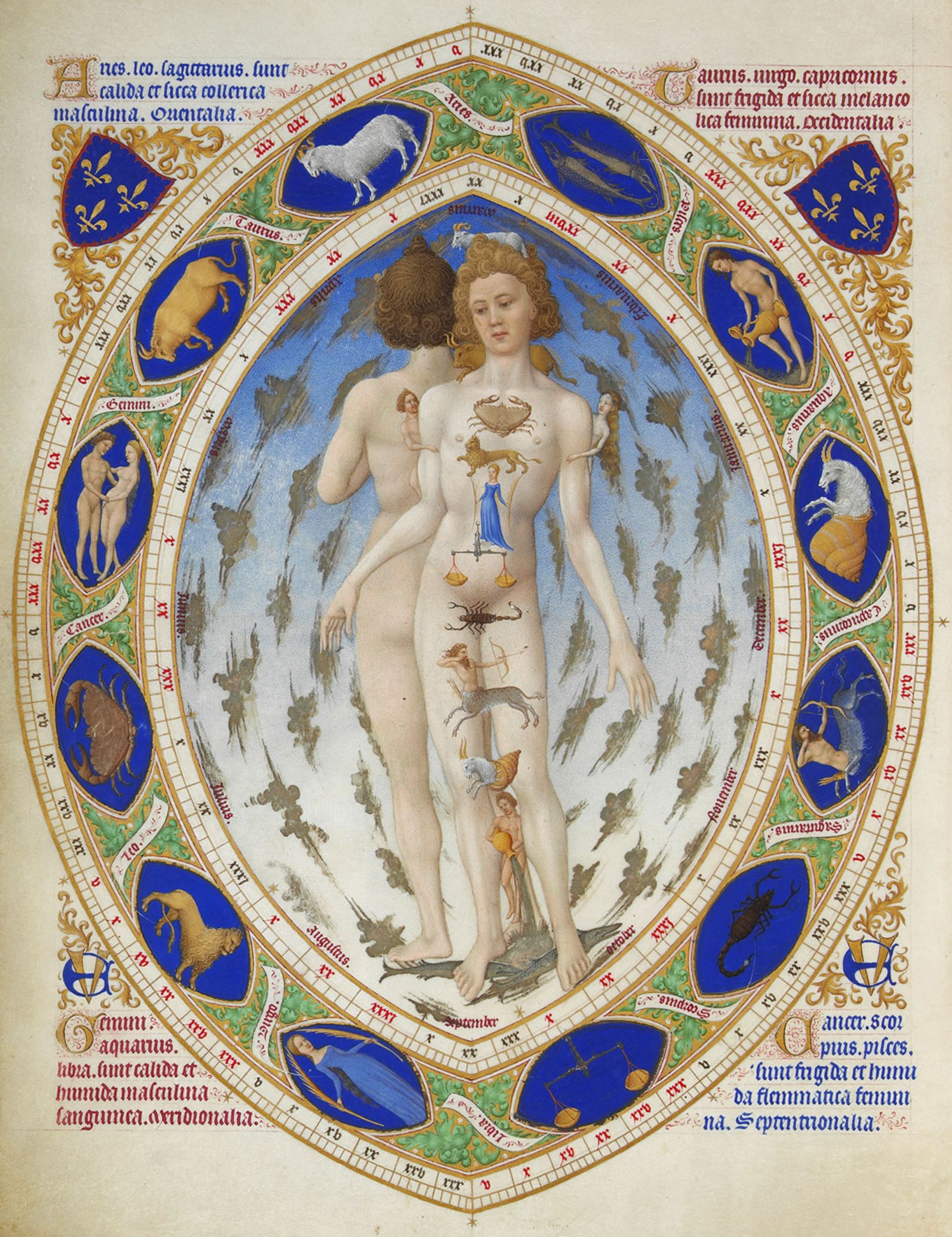
Ілюстрація з Часослова герцога Беррійського XV століття, яка відображає зв'язок знаків Зодіаку з Гіппократовими темпераментами відповідно до «гарячістю-холодністю» і «вологістю-сухістю» зодіакальних сузір'їв

Астроло́гія (грец. αστρον — «зірка», λογος — «вчення»), рідше астромантія (грец. αστρον — «зірка», μαντεία — ворожіння, пророцтво) , іноді українською звіздочинство — псевдонаукова, "мантична" система, група описових і віщувальних практик, традицій і вірувань, що постулює вплив небесних тіл на земний світ і людину (на її темперамент, характер, вчинки і долю) і, зокрема, можливість передбачення майбутнього за рухом і розташуванням небесних тіл на небесній сфері і відносно один одного.
Попри велику кількість зроблених у паранауці спроб дати фізичне обґрунтування астрології, жодна з них не увінчалася успіхом, і сучасна наука повністю заперечує дієвість астрологічних методик, кваліфікуючи астрологію як езотерику і упередження. Національний науковий фонд США використовує астрологію як «еталонну» псевдонауку в оціночній системі «Science and Engineering Indicators».
Енциклопедія Британніка відносить астрологію до магічних ворожільних практик, що ґрунтуються на концепціях, несумісних із науковими даними.
Деякі сучасні астрологи називають астрологію метафоричною «символічною мовою», в якій одне й те ж висловлювання допускає безліч різних інтерпретацій.
Європейська та індійська астрологія походять від шумеро-вавилонських астральних міфів, в яких небесні тіла (Сонце, Місяць, планети) і сузір'я асоціювалися з богами та міфологічними персонажами, вплив богів на земне життя в рамках цієї міфології трансформувався у вплив на життя небесних тіл — символів божеств. Вавилонська астрологія була запозичена греками і, потім, під час контактів з елліністичним світом, проникла в Індію.

## Історія
Астрологія виникла внаслідок того, що люди, які не знали законів природи на сучасно обґрунтованому рівні і впродовж сотень років спостерігали певні явища «підмісячного світу» (день і ніч, зміни пір року, розливи річок, затемнення Місяця і Сонця тощо), не розуміли суті цих явищ і тому, обожнюючи небесні світила, приписували їм якусь вищу волю «надмісячного світу», яка нібито відображує всі події на Земній кулі.
Деякі дослідники відносять виникнення астрології до періоду мустьєрської епохи (близько 40-100 тис. років тому), коли відбувалися фіксації найпростіших спостережень за рухом Сонця, та розвивалися первинні навички рахунку, а також і геометрія в різних районах Євразії.
Герасимов Михайло Михайлович віднайшов у Мальті палеолітичний варіант «Канону Сарос», астрономічного твору про послідовності затемнень, на 25 тисячоліть старшого названої так знаменитої вавилонської таблички з Британського музею, яка викликала небачений ентузіазм істориків астрономії при публікації її у 1893 році І. В. Штрассмайером та І. Еппінг. Табличку цю датували затемнення IV — початку III століть до нашої ери, тобто записи на ній велися у часи, які вважаються періодом становлення грецької астрономії, нібито щедро живиться близькосхідним жрецтвом.
Підрозділи календаря намиста з підвісками дозволяють уявити, яким був зодіак в давньокам'яну еру.
Згідно з вченням Бон (добуддійської релігії Тибету), в давнину, понад 18 тисяч років тому, існувало єдине астрологічне знання, яке було принесено на Землю Просвітленими істотами з метою Визволення всіх живих істот від страждань. У стародавніх тибетських текстах збереглися численні розповіді про це. Унікальність тибетської традиції в тому, що завдяки їй ми й зараз можемо доторкнутися до Знань стародавніх цивілізацій. Тибетська астрологія тисячоліттями передавалася від вчителя до учня і аж до наших днів залишається неперервною астрологічною традицією. Багато методів обчислень і астрологічні трактати, в силу певних причин, втрачені іншими астрологічними школами, були збережені в гірських монастирях Тибету.

### Шумеро-вавилонський період
Точно можна сказати, що не пізніше останніх століть III тис. до н. е. в Месопотамії вже була відома астрологія ознак: в цей час велися систематичні астрономічні спостереження, а окремим явищам, таким як поява комет, сонячні і місячні затемнення тощо, надавалося астрологічне, передбачувальне значення.
Астрологія, якою ми її знаємо на Заході, розвинулася в імперіях Месопотамії: Вавилоні й Ассирії. Найраніші відомі дані ряду дисциплін, що ґрунтуються на стандартній кодифікації ознак, що випливають з планетарних явищ, сходять до часу вавилонського царя Аммізадукі, близько 1700 року до н. е.
На думку астрологів, деякі архітектурні споруди давнини були зведені відповідно до астрологічних уявлень. Наприклад, зикурати Межиріччя складалися з трьох (по числу трьох світів) або семи (за числом планет) поверхів, кожен з яких мав чотирикутну форму, символізував чотири сторони світу і чотири пори року.
Табличка 63 з «Енума Ану Енліль» — простий перелік ознак при появі і зникненні Венери — може датуватися приблизно 1700 роком до н. е. Ця компіляція є «Табличка Венери Аммісадукської», досконалий зразок якої можна бачити в Британському Музеї. Ця табличка доводить, що основа «Енума Ану Енліль» була закладена в часи першої вавилонської династії, яка правила з 1950 до 1651 роки до н. е.
Також збереглась («Мулапін») — збірка, яка містить багато різних аспектів вавилонської астрономії і астрології.
Це в традиціях ранніх зоряних каталогів, так званих «Трьох Зірок», але являє собою розширену версію на основі точніших спостережень, ймовірно, складено близько 1000 до н. е. В тексті перераховані імена 66 зірок і сузір'їв і далі дає ряд вказівок, такі як зростання, постановка і кульмінація дат, які допомагають намітити основну структуру зоряної карти .
Текст зберігся як копія на парі дощок 7-го століття до нашої ери, названих на ім'я їх інципіт, відповідно першому сузір'ю року, MULAPIN — «Плуг», ототожнюється з сузір'ям Трикутника плюс Гамма Андромеди.
Математична астрологія, що використовує регулярний зодіак, розділений на градуси, виникла деякий час після 400 року до н. е. — Найімовірніше, під впливом перського вторгнення в Месопотамію за сторіччя до цього.

### Еллінський період
Попри твердження Геродота, поки немає доказів, що єгиптяни використовували будь-яку форму астрологічного пророкування до вторгнення в їх країну греків в 331 році до н. е. Останні принесли з собою вавилонські астрологічні концепції. Дендерський зодіак, якому часто приписували глибоку старовину в популярній літературі, відноситься до пізніх Птолемєєвських часів — 100-30 рр. до н. е.
Імовірно, єгиптяни мали деякі знання астрономії ще у додинастичний період, зокрема для створення певної календарної системи. Але на цей час нічого конкретного про це невідомо. Найраніші докази, що підтверджують певні астрономічні спостереження єгиптян, були знайдені в «Текстах пірамід», які датують XXV-XXIV століттям до н. е.. Ця пам'ятка свідчить, що в епоху Давнього Царства окремі сузір'я були об'єктом релігійного вшанування. В ній же згадується одна з планет Сонячної системи — Венера.
Перша відома астрологія, принаймні, на офіційному рівні, була суто мунданною, що мала справу тільки з добробутом правителя і держави. Індивідуальні натальні гороскопи не виявлені до п'ятого століття до н. е. Найранніші відомі приклади сягають 410 року до н. е.
З Піфагором можна пов'язати закінчення періоду, що почався з перших спроб систематизації небесних знамень, в продовження якого відбувалося формулювання стандартних текстів, що передбачали суто те, що відкривали небеса з майбутнього для держави, і що закінчився зростаючим визнанням значення окремої особистості. Ця зміна ознаменувало і важлива зміна в астрології.
Вторгнення персів в Месопотамію в 538 році до н. е. і їх подальше правління імперіями Вавилона і Ассирії можна розглядати як початок другого періоду в історії астрології. Воно змінило життя цього регіону у багатьох відношеннях. Одна істотна зміна полягала в тому, що було зруйновано домінування царського палацу над країною, була ослаблена колосальна влада, що раніше підтримувалася бару-жерцями. Важливість цього не можна переоцінити. Тепер зірки можна було вивчати, не зв'язуючи це з якоюсь релігійною доктриною. Поступово, протягом другого періоду, вивчення астрології ставало секуляризованим, тобто відокремлювалося від релігії. Почали виникати раціональні теорії для пояснення спостережуваних планетарних рухів, які раніше розглядалися просто як божественні забаганки.
На початку цього протонаукового періоду як вавилонянами, так і афінянином Метоном в 432 до н. е. був розроблений календар з дев'ятнадцятирічним циклом. Приблизно в цей же час інший грек, Евктемон, встановив точки сонцестояння і рівнодення, виявивши, що сезони мають нерівну тривалість. Евктемон побудував тропічний календар, оснований на літньому сонцестоянні, помістивши цю точку в перший градус Рака. Пізніше з'явився регулярний зодіак. Раніше всі посилання на «знаки» ставилися до сузір'їв. Нарешті, найголовніше, з'явилася індивідуальна карта народження. Найранішій приклад, який нині знаходиться в Бодліанській бібліотеці в Оксфорді, датується 410 роком до н. е.
Поява перших індивідуальних гороскопів датують приблизно V—IV ст. до н. е. Саме до цього періоду відносяться найдревніші особисті гороскопи. Ймовірно, поява концепції індивідуального гороскопу була зумовлено злиттям введеного до IV ст. до н. е. у вживання 12-знакового зодіаку і розвитку традиції гемерологій, що нагадують календарі-місяцеслови списків сприятливих і несприятливих днів. Прикладом такого календаря може служити папірус з Давнього Єгипту, що відноситься до періоду XIX або XX династії (близько 1200 р. до н. е.).
Остаточно традиція гороскопічної астрології склалася під впливом грецької культури близько першого сторіччя н. е. У роботі Птолемея «Тетрабіблос», що відноситься до того часу, викладаються принципи класичної астрології, які збереглися практично незмінними аж до новітнього часу.
Істотні зміни в розумінні природи планет сталися в епоху Античності. У II ст. н. е. Птолемей викладає у своєму «Математичному трактаті в чотирьох книгах», відомому так само під назвами «Чотирикнижжя» або «Тетрабіблос» (лат. Tetrabiblos), теорію астрології, вільну від будь-яких релігійних і міфологічних форм. Пояснюючи планетарні впливи, Птолемей спирається, переважно, на фізичні моделі того часу: вчення натурфілософів і математиків.
Сполучною ланкою між планетами, людиною і всім земним у його астрологічній доктрині виступали принцип всесвітньої симпатії (загального зв'язку явищ) і першоелементи: вогонь, земля, вода, повітря, які, у свою чергу, були одними із станів першоматерії, які описували комбінаціями двох пар якостей: сухості — вологості і теплоти — холодності.
Підхід Птолемея до опису природи планет був перейнятий арабськими вченими, а через них проник до Європи. Класифікації планет, розроблені на птолемеєвому розумінні астральної природи, залишаються актуальними і в астрології новітнього часу. Такий алхімічний підхід з використанням стихій узгоджується із уявленням Тантри, де вагоме значення мають першоелементи. Але відмінність в тому, що Птолемеєм упущено найважливіший елемент -акаша (Ефір (фізика), простір).
Вже за часів Платона було відомо безліч «книг Орфея»; поеми під ім'ям Орфея створювалися протягом тисячі років, відображаючи різні стадії грецької релігії і вплив різних філософських шкіл. Від величезної орфічної літератури до нас дійшли тільки дві пізні пам'ятки: збірник 87 «гімнів Орфея» (бл. 200 р. у Малій Азії), упорядник якого перебував під впливом стоїцизму Філона Александрійського й Платона, й «Орфічні Аргонавтики» (V ст.). Від решти творів збереглися тільки фрагменти; вони містили космогонічні й теогонічні вчення, описи магічних ритуалів, відомості астрологічного характеру.
В античній літературі згадується «великий рік Орфея», «Додекаетеріда Орфея». З фрагментів т. зв. «Рапсодичної теогонії» реконструюється грандіозна картина еволюції світобудови з «нестаріючого часу», що подана як зміна шести поколінь богів.
Бартель ван дер Варден вказує, що орфізм, так само як мітраїзм і (Зерванізм), вплинув на формування примітивної зодіакальної астрології.
Розробляючи теорію музики, вчені-піфагорійці прагнули висловити через гру на лірі гармонію сфер (музику сфер) — музичне звучання планет, сонця, місяця та їх сфер, яке складає музично-математичну архітектоніку космосу, лікує душу і породжує стан катарсису. Через музику піфагорійці прагнули осягнути співмірність гармонії душі і космосу. Образ гармонії сфер вплинув на творчість неопіфагорійців і неоплатоників і домінував протягом тривалого часу не тільки в астрономії (Кеплер), але так само в естетиці та мистецтві Європи середньовіччя і Нового часу (Гете, німецькі романтики, Шекспір та ін.)
Багато астрологічних трактатів Стародавньої Греції, Риму, Єгипту створювалися у віршованій формі та у вигляді художніх творів. Наприклад найстародавнішій астрологічний трактат греко-римської астрології, що дійшов до наших днів, — «Астрономікон» Маркуса Маніліуса — написаний у формі поеми.
Артапан (II ст. до н. е.), елінізований єврей, який написав твір «Про євреїв», стверджував, що основи єгипетської культури були закладені патріархом і пророком Авраамом, який, прийшовши в Єгипет, навчав фараона астрології. Мойсей, за словами Артапана, і був Мусеєм, вчителем Орфея, Гермесом Трисмегистом. Відповідно до Талмуду, Авраам і його нащадки були поставлені вище впливу зірок, але, з іншого боку, благословення, дане Авраамові в Книзі Буття (24:1), тлумачиться саме як дар астрології: «Авраам був старий, у літа ввійшов. Господь благословив Авраама всім».
До астрологічної консультації Іофора вдається Мойсей, щоб дізнатися, як йому правити дітьми Ізраїлю. Володіння астрологією приписується також і Соломону. Пророчиця Дебора, згідно кабалістичної традиції, також була астрологом. Як підставу для подібного положення розглядається уривок з Книги Суддів, 5:20 («З неба билися, зорі з доріг своїх битих воювали з Сісерою»).
Деякі каббалісти вказують, що в 7-й і 8-й главах «Книги Еноха» знаходиться докладний опис падіння ангелів. Перераховуючи 18 вождів ангелів, Енох, зокрема, згадує, що «Баркаял навчив [людей] спостерігати світила небесні; Акібіель навчив ознакам, і прикметам, Таміель — астрономії та Асарадель — руху місяця».
На думку багатьох астрологів, Книга Буття містить вказівку на те, що небесні тіла створювалися в тому числі для впізнання за їх положенням якихось «знамень», під чим можна мати на увазі астрологію: «І сказав Бог: так будуть світила на тверді небесній [для освітлення землі і] для відділення дня від ночі, і для знамень, і часів, і днів, і років; і нехай вони стануть на тверді небесній, щоб світити на землю. І стало так.» (Бут.1 :14-17)

### Арабський період

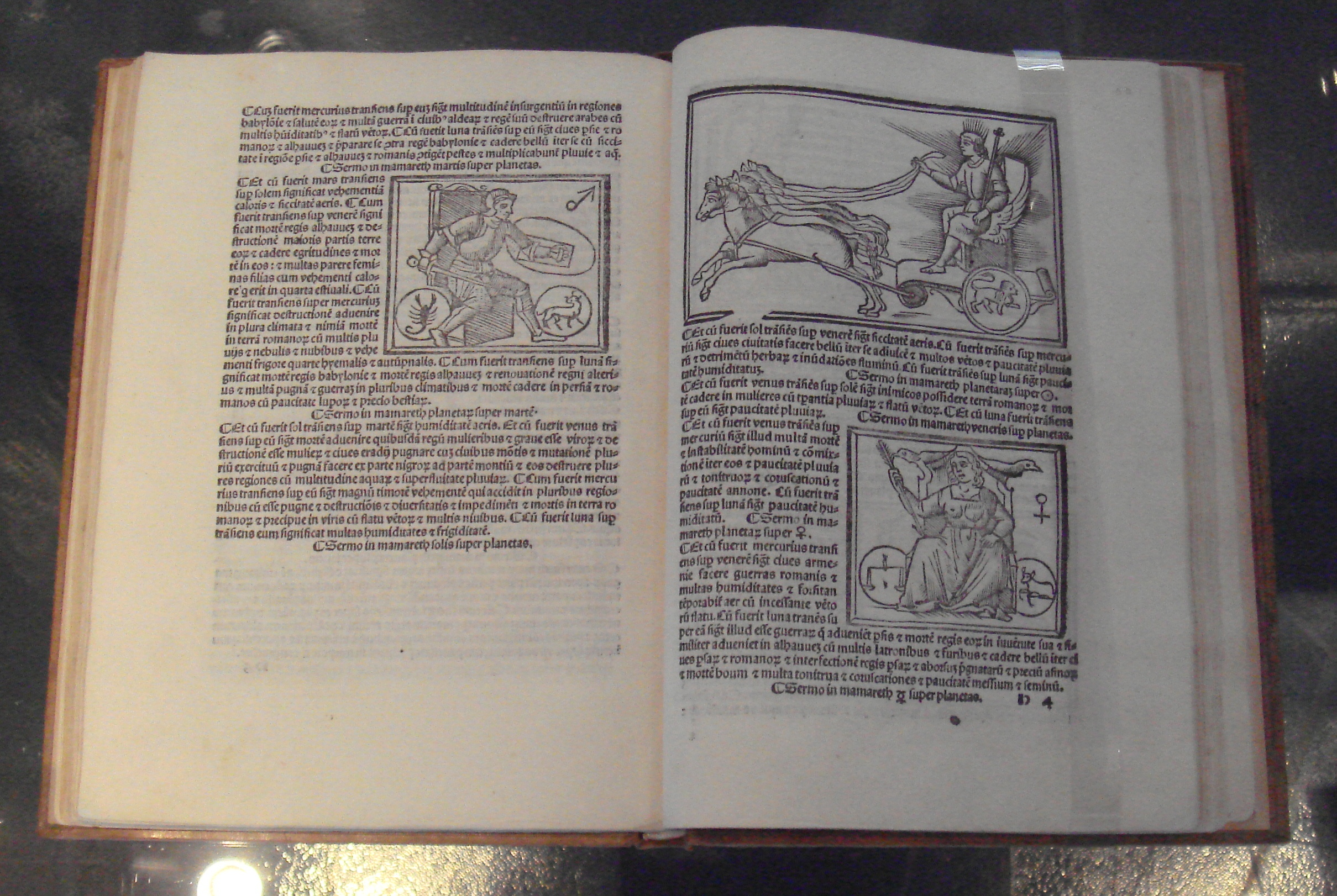
Переклад на латину книги Абумашара De Magnis Coniunctionibus (Про великі кон'юкції), Венеція, 1515

У Арабському Халіфаті — феодально-теократичний державі — близько 500—600 років до початку епохи Відродження бурхливо розвивається арабська астрологія. Мусульманство, що виникло в Аравії у 1-й пол. VII ст., в цілому було прихильним до астрології. Основними джерелами для перших астрологів ісламського світу були три основних астрологічних традиції: елліністична, індійська та Сасанідська. Арабські вчені перекладали з грецької та сирійської мов трактати астрологів елліністичного періоду, з санскриту — індійські тексти, з пехлеві — конгломерат двох вищеназваних астрологічних течій та зороастрійської астрології, що виник в епоху Сасанідів. Крім того, певну роль також зіграли астрологічні уявлення домусульманської Аравії. Араби вивезли до Багдада твори Птолемея в той час, коли в 640 р. була захоплена Александрія, а значить, і знаменита александрійська бібліотека. Лише через два століття праці Птолемея були перекладені. В Корані, головній книзі ісламу, Магомет говорив, що справу звіздарів слід вважати дуже потрібною і благородною. Прислухавшись до цих слів, араби почали посилено вивчати астрологію.
Доказом популярності а. в арабських країнах є знаменита казка «Тисяча і одна ніч». У ній доступною мовою розповідається про планети, Сонце, Місяць, знаки Зодіаку.
До VIII століття науковим центром був Багдад, потім він перемістився до Іспанії — саме там були створені знамениті «Толедські таблиці». Потім почалися війни з монголами, під час яких популярність наук, в тому числі і астрології, помітно впала і відродилася тільки наприкінці XV століття в Османській імперії з центром у Стамбулі.
Дуже популярним в арабській літературі був «Вступ в юдиціарну астрологію», який містив основні правила складання гороскопів, і зіджі — кілька сотень таблиць, за якими вчені визначали положення планет.
Найбільшим астрологом цього періоду був Насир ад-Дін ат-Тусі, який був особистим астрологом монгольського хана. З його допомогою була заснована обсерваторія, де було зібрано безліч книг і рукописів.
Цікаво, що дата заснування міста Багдада (762 р.) і його планування були визначені придворними астрологами аббасидського халіфа Аль-Мансура — Наубахтом і Маша'аллахом. Власне при дворі Аль-Мансура працювала значна група перекладачів-астрологів, які переклали арабською велику кількість еліністичних джерел.
При спадкоємцях Аль-Мансура астрологія продовжувала процвітати, особливо в часи правління Махді (775—785 рр.), Харуна-Ар-Рашида (786—809 рр.), Аміна (809—813 рр.), Аль-Мамуна (813—833 рр.) і Мутасіма (833—842 рр.).
Ось деякі імена середньовічних арабських астрологів, які працювали в той час:
- відомий алхімік і астролог середньовіччя Ібн Хаян, Вазір халіфа Аль-Мамуна Аль-Фадл;
- «батько арабської астрології» Аль-Кінді і його учень — відомий середньовічний астролог Абу Машар (805—886 рр.), який викладав юдиціальну астрологію в Багдаді і зібрав всі тодішні відомості про астрологію в книгах «Вступ в астрологію» і «Квіти астрології»;
- Абу Махар Балх, який розробив аспектацію планет в натальній карті і написав книги «Вступ в астрологію» і «Великі з'єднання»;
- директор Багдадської бібліотеки Абу Сал ібн Навбахт відомий перекладами манускриптів вавилонських і римських астрологів;
- відомий середньовічний астролог Аль-Баттані (858—929 рр.), який вдосконалив техніку розрахунків астрологічних домів, склав точніші, ніж Птолемей, таблиці руху Сонця і Місяця, визначив нахил екліптики і точніше значення прецесії, написав коментарі до «Тетрабіблосу» Птолемея;
- «арабський Парацельс» Аль-Разі (865—925 рр.), який створив у Багдаді клініку, де лікував по натальній карті хворого, залишив після себе понад 200 праць, в тому числі і 10-томну медичну енциклопедію;
- астролог і астроном з Басри Аль-Газенем (965—1039 рр.), який визначив висоту земної атмосфери і кут занурення Сонця під горизонт, доповнив таблиці Птолемея, внісши поправки на рефракцію;
- багдадський придворний астролог і радник шаха Аміна Гуссейн;
- арабський філософ і лікар Ібн Сіна (Авіценна) (980—1037 рр.), який заклав основи астрологічного лікування і дієти, автор праці «Канон лікарської науки»; Авіценна — відомий лікар, мислитель, учений, провів реформу календаря, удосконалив його. Також видав працю «Астрологічні питання»;
- арабський астролог XIII століття Ібн Рагель, який розширив символізм планет в книзі «Астрологічні судження»;
- перські астрологи Ібн Аль-Базьяр і Абу Бакр Аль-Хасан ібн ал-Хасіб;
- арабський учений-енциклопедист Сабіт ібн Курра, сповідував сабеїзм;
- до представників арабської астрології того часу належать рабин Авраам ібн Езра з Іспанії, Ібн ал Банна, родом з Марокко, Ал-Хамзаві з Сирії та інші представники з різних країн;
- узбецький правитель і вчений Улугбек (XV ст.) створив дивовижно точну карту зоряного неба, на якій були позначені координати 1018 зірок.

### Астрологія Європи

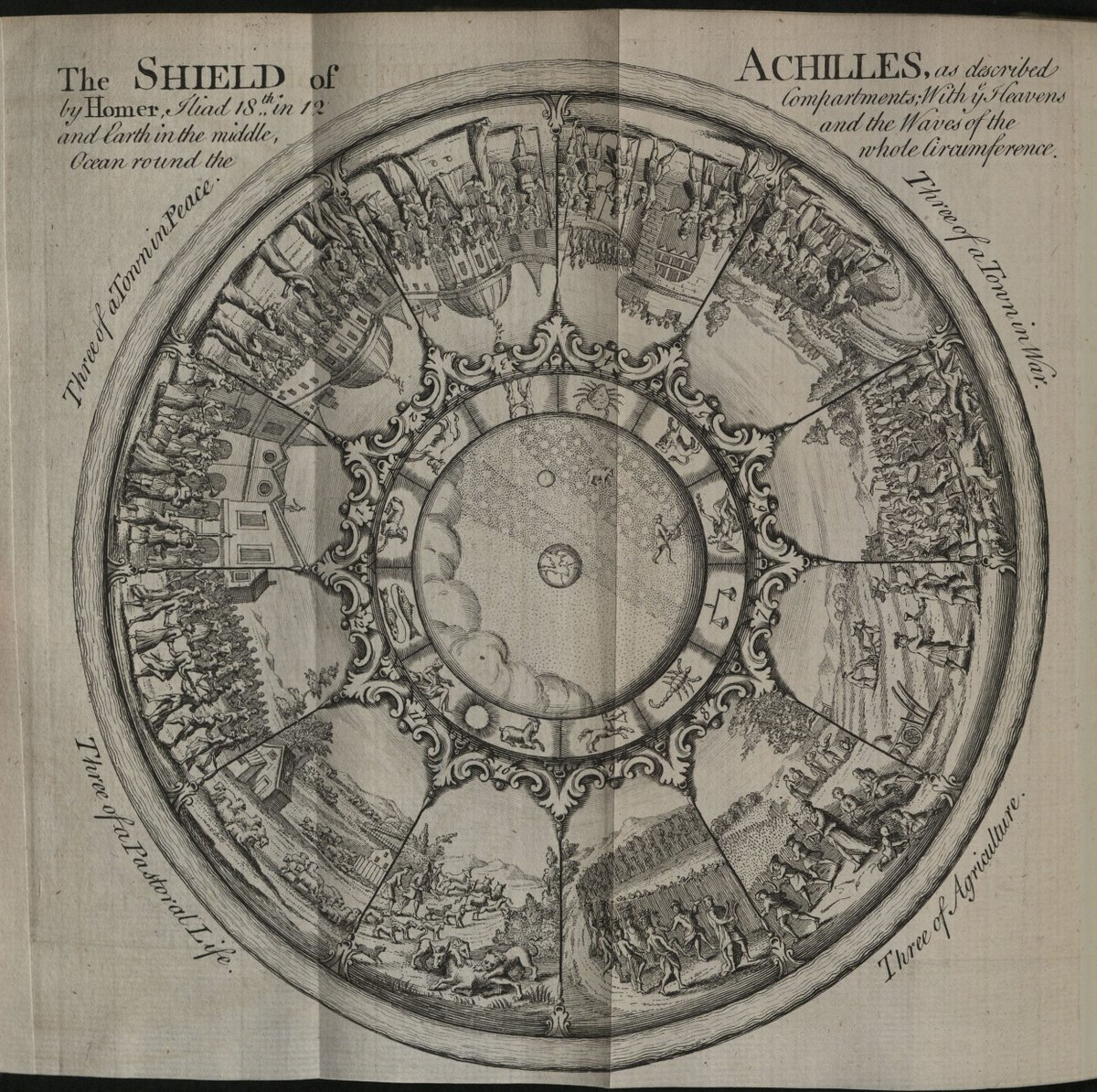
Астрологічні знаки на щиті Ахіллеса. Ілюстрація до поеми Гомера «Іліада», 1720

З VIII ст. над Іспанією і Сицилією здобули панування араби, у яких на той час астрологія активно розвивалася. Поступово ідеї ісламської науки почали проникати в європейські освічені кола. Великий інтерес до астрології, характерний для європейців цієї епохи, став причиною того, що коли західні ерудити почали розвивати контакти з арабами, астрологічні тексти були серед перших перекладених робіт. Однак дійсно активне вивчення арабських робіт розпочалося лише у XII ст.
За ініціативою Альфонса Мудрого 1248 р. в Толедо іспанськими, арабськими та єврейськими вченими були розроблені нові таблиці руху планет «Альфонсові таблиці» («Tabulae Alphonsiae»), видані 1252 р., якими для складання гороскопів користувались європейські астрологи упродовж кількох століть (аж до Кеплера).
XIII—XV ст. — це епоха великої кількості знавців «науки про зірок», для яких астрологія була найголовнішим заняттям життя. Серед найзнаменитіших імен Гвідо Бонаттіта Марсіліо Фічіно Флорентійський. На XIV—XVI ст. припав найвищий підйом інтересу до астрології в Європі. У цей період астрологи працюють при дворах більшості європейських правителів. З'являються перші друковані астрологічні ефемериди, альманахи та календарі. В університетах астрологія викладається як наукова дисципліна, багато видатних вчених та церковні діячі набувають популярність і як астрологи.
Центром астрологічних знань у Східній Європі з XV ст. стала Польща. Астрології навчали в Університетах в складі семи вільних мистецтв. Особливе місце в цьому посідала Краківська академія (Краківський університет), в якій існувала самостійна кафедра астрології, де перший курс астрології був прочитаний 1423 р. Генриком Чехом, який славився точністю своїх прогнозів. У наступні півтора століття у Краківській академії працювала ціла плеяда відомих астрологів: Мартін із Журавіци, Мартін Биліца, Пйотр Гашовец, Войцех Брудзевскі; особливе місце серед них займає Юрій Дрогобич, який відзначився в астрології своїми прогностикумами та Трактатом про сонячні затемнення.
Спочатку астрологія значною мірою сприяла розвиткові астрономії (для складання гороскопів необхідно було точно визначити положення світил і планет, здійснити домифікацію), але згодом після відкриття Коперником геліоцентричної системи астрономія безповоротно відокремлюється й розвивається самостійно, а ненауковість астрології остаточно визнана наприкінці XVII ст. у Франції та Великій Британії (перестала викладатись в університетах), а пізніше з 2-ї половини XVIII ст. — в Іспанії, Німеччині та Польщі.
В Росії у XVIII ст. був популярним збірник із астрології та астрономії «Календар Брюса», автором якого був Василій Кипріянов. Передбачувальна частина — «астрономічний, економічний і політичний Брюсів двохсотлітній календар» — змінювалася від видання до видання, прожиті періоди опускалися, а прогноз тривав у майбутнє. Прогнози включали дані про погоду, передбачення для народжених у рік правлячої циклом планети, «загальні» і «приватні» передбачення, що стосуються воєн, змін царствувань, стану економіки. Календар близько 200 років був настільним довідником російських хліборобів. Також містив астрологічні «знамення дійств на кожен день за течією Місяця і Землі».

## Астрологія як духовне вчення
Астрологія в сучасному вигляді є продуктом розпаду давньої зоряної «науки світла», яка включала крім методів прогнозування також астрономію і основне — астролатрію — культ небесних світил, зорепоклонство. У цілісному, автентичному вигляді сьогодні вона збережена як джйотіша.
Для західного світу духовним центром астролатрії була Месопотамія. Мешканці стародавньої Месопотамії вірили: все, що відбувається на землі, невипадкове, бо відбувається з волі богів, і ця воля може бути пізнана шляхом розпізнавання різних знамень і цілеспрямованої мантики. Серед людей перебували всілякі пророки, провісники. Хтось намагався пророкувати по числах (див. Нумерологія), інші ворожили на картах, але найбільшу популярність в цій справі знайшла астрологія. Астрологія ознак була однією з таких практик, популярність якої перевершила популярність інших способів вивідування волі богів.

## Видатні астрологи
Історично астрологія була галуззю серйозних досліджень наукових та державних діячів і просто видатних людей, таких як Заратуштра, засновник релігії зороастризму, Піфагор, грецький математик, Сима Цянь, китайський історик, Клавдій Птолемей, грецький географ, Мірзо Улугбек, узбецький астроном і математик, онук Тимура, Джироламо Кардано, італійський лікар і математик, астрономи Гвідо Бонатті, Йоганн Кеплер, Тихо Браге, Фрідріх Вільям Гершель та Доменіко Кассіні, цілитель Ібн Сіна (Авіценна), філософ Томмазо Кампанелла і учений Аль-Біруні, Абу Алі аль-Хаят, поет і вчений Омар Хаям, а також Френсіс Бекон, Нострадамус.
Астрологія для вищих ланок суспільства завжди була представлена високоосвіченими астрологами, такими як Гермес Трисмегіст, Веттій Валенс, Доротей Сідонський, Фірмік Матерн, Серапіон, Павло Александрійський, Гефестіус Тібонський, Аль-Кінді, Абу-Машар, Авраам ібн Езра і Машаллах, Алі бен Рагель (ібн Ріджаль), Даріо Клод, Антоніо де Монтульмо, Вільям Ліллі, Морен де Вільфранш, Мішель Гоклен, Ніколас Кульпеппер, Сефаріал, Вальтер Кох, Альфред Вітте, Парашара, Варахаміхіра та Брамагупта. Видатні астрологи були вченими — енциклопедистами.
Наукові кола більшості європейських країн відмовляють астрології в статусі науки[джерело?].
Астрологи коментували час і періоди розквіту і спаду держави, обирали найкращий, сприятливий час для початку справи, заснування міста, початку війни тощо. Досить часто відомі особи та звичайні люди користувались астрологічними консультаціями.

## Основні традиції
- Західна (тропічна) (в тому числі авестійська)
- Зоряна (сидерична) — індостанська джйотіш та тибетська карці
- Східна (китайська і сусідніх монголоїдних народів — японська, в'єтнамська, тайська)
- Староамериканська (корінних народів Америки — мая, ацтеків та ін.)[22]

Існують також синкретичні системи як тибетська, яка включає білу зоряну математичну Карці (Вайлі: skar rtsis) та чорну китайську астрологію елементів Чжунці (Вайлі: byung rtsis) або нагці (Вайлі: nag rtsis). Окремий напрям — бонська Янгчар- [ddyang 'char]) або шангшунго-тибетська.
У зв'язку із поширенням руху нью-ейдж і неоязичництва в наш час з'являється маса астрологічних систем, які є сумішшю західної астрології та міфології різних народів, але принципово є варіантом (астрології сонячного знаку), прогнози якої часто публікують у ЗМІ, і в якій прогнози видають в залежності від довготи і знаку Сонця, або взагалі за датою у календарі.

### Гальська або кельтська
Зустрічаються такі варіанти гороскопа:.
- тотемний тваринний, в якому стародавні духи тварин відповідають 13 періодам року.
- друїдський деревний, має 22 знака, з них 18 представлені двома (різного розміру) протилежними секторами кола, а 4 решта знака пов'язані з кардинальними точками рівнодень і сонцестоянь[23].
- Місячний гороскоп дерев, написаний Хеленою Патерсон і Маргарет Уолт за мотивами Кельтсько-ірландської друїдичної системи місячного календаря, має 13 знаків, пов'язаних із деревами.
- Квітковий, має 36 знаків[24].

### Зороастрійська
Стародавній календар персів був 32-річним. Кожен рік циклу має символ — тварина, яка є тотемною, тобто священною. Кожен цикл і кожен рік циклу має свій колір.
Всього в календарі вісім кольорів.

### Слов'янська
Зустрічається два варіанти:
- тотемний тваринний, в якому стародавні духи тварин відповідають 12 періодам року, але не збігаються з межами місяців[26]
- міфологічний, має 20 знаків, пов'язаних із богами слов'ян та міфічними персонажами[27]

### Єгипетська
У цьому гороскопі кожен з 12 періодів року співвідноситься з певним божеством. Своїх підопічних божество наділяє певними якостями, властивостями характеру і здібностями. Основними пам'ятниками, що відбили міфологічні уявлення єгиптян, є різноманітні релігійні тексти: гімни і молитви богам, записи поховальних обрядів на стінах гробниць. Найзначніші з них — «Тексти пірамід» — найдавніші тексти заупокійних царських ритуалів, вирізані на стінах внутрішніх приміщень пірамід фараонів. [Архівовано 2 січня 2014 у Wayback Machine.]

### Кабалістична
Також називають єврейською або юдейською, тісно пов'язана із вавилонською астрологією. Головне джерело — «Сефер Єціра» — одна з перших єврейських книг, що відкриває таємниці єврейської астрології. У Біблії, Талмуді і Зводі єврейських законів можна знайти цікаві описи, як Бог за допомогою небесних світил направляє в наш світ свою життєву енергію. У той же час той, хто виконує веління Тори, прямо підключається до надприродного, вплив якого перевершує вплив астрологічних сил.
Сини Якова, від яких відбулися 12 колін Ізраїлевих, стали 12 духовними коріннями, з яких виростає єврейський народ. Ці корені відповідають 12 знакам Зодіаку, 12 єврейським місяцям, 12 буквам єврейського алфавіту і 12 властивостям душі, таким як здатності бачити, мислити, говорити і гніватися.

### Елліністична або грецька
Детальніше: Елліністична астрологія
- Олімпійський гороскоп, має 12 знаків, пов'язаних із богами Олімпу.[28]
- Міфічний гороскоп, має 12 знаків, пов'язаних із міфічними істотами[29]
- Квадрат Піфагора, який можна назвати нумерологічним гороскопом.

### Гороскоп Вікінгів
має 12 знаків, пов'язаних із богами

### Фінікійська
Фінікійська цивілізація, по суті, є однією з найзагадковіших і маловивчених . Духовні практики цього народу відомі лише частково і останнє, що було відновлено зі спадщини цього древнього народу — подоба гороскопу, тобто той його варіант, який вважали справжнім самі фінікійці.
Цікавий сам підхід фінікійців до визначення долі людини — вони надавали величезного значення дню тижня, коли була народжена людина, вважаючи, що кожному дню тижня сприяє певне призначення і певний набір діянь, які лягають на долю людини в момент її народження. Всього фінікійці виділяли сім знаків, відповідно до кількості днів тижня — Ілату, Рахмают, Астаріт, Котаруїт, Арцайат, Ілуїт, Рашапуїт.

## Розділи астрології
- Хорарна астрологія[31][32], (санскрит — прашна) або астрологія питання, розглядає карту, складену на момент виникнення ідеї чи питання, або на момент події (зокрема, декумбітур та медичних питань).
- натальна, або астрологія народження, (санскрит — джатака) має справу із трактуванням гороскопу народження згідно із положенням світил, планет, знаків, домів і ін. у карті народження, описуючи основні риси характеру та обставини долі людини. Вона доповнюється методами прогнозу: фірдарами, дирекціями, профекціями, революціями, транзитами тощо щодо конкретної карти народження. Синастрійна астрологія описує стосунки між двома людьми чи людьми невеликої групи.
- медична астрологія — окремий підрозділ натальної астрології, спеціально розглядає здоров'я і хвороби — профілактику, діагностику, лікування, гігієну та ін[33].
- елективна або астрологія вибору (санскрит — мухурта) — застосування астрологічного методу для обрання найсприятливішого моменту для початку справи, мандрівки і ін., базуючись на карті народження[34]
- мунданна астрологія (санскрит — самхіта) розглядає взаємозв'язок астрологічних факторів із великими групами — країнами, народами, містами та ін., на відміну від індивідуальної астрології[джерело?].
- астрометеорологія вивчає зв'язки астрологічних факторів з кліматом, погодою, землетрусами тощо[35]

## Астрологічні мотиви в мистецтві
Прикладом літературного твору, побудованого за астрологічним каноном, може служити 12-строфний вірш «Дванадцять звучань» («Zwölf Stimmungen») Рудольфа Штейнера. Строфи в цьому твори співвідносяться з зодіакальними знаками, кожна строфа містить по 7 рядків, присвячених 7 видимим планетам: 1-й рядок — Сонцю, 2-а і 3-тя присвячені внутрішнім планетам, Венері і Меркурію, середній рядок пов'язаний з Марсом, за ним йдуть рядки Юпітера і Сатурна. Останній рядок присвячений Місяцю, що відбиває сонячне світло, виражений першим рядком.
Як у літературі, так і в живописі, книжковій мініатюрі, музиці і скульптурі неодноразово створювалися цикли, пов'язані зі знаками Зодіаку і астрологічним значенням планет.
Творіння Данте, Гриммельсгаузена, Шекспіра, Кальдерона, Стендаля, Скотта і інших письменників в художній формі часто відображають астрологічні концепції, що панували в епоху їх написання.
Маловідомим залишається особливий літературний віршований жанр, генетліаконік, що існував в європейській літературі. Ці вірші присвячувалися астрологічним вихвалянням новонароджених та їх батьків, ґрунтуючись на гороскопі новонародженого. Характерним прикладом генетліаконіка є вірш Сімеона Полоцького, присвячений народженню майбутнього російського царя Петра I.